# Fußball-Weltmeisterschaft 1994/Gruppe C
Spiele der Gruppe C der Fußball-Weltmeisterschaft 1994.
| Pl. | Land        | Sp. | S | U | N | Tore    | Diff. | Punkte |
| --- | ----------- | --- | - | - | - | ------- | ----- | ------ |
| 1.  | Deutschland | 3   | 2 | 1 | 0 | 005:300 | +2    | 07     |
| 2.  | Spanien     | 3   | 1 | 2 | 0 | 006:400 | +2    | 05     |
| 3.  | Südkorea    | 3   | 0 | 2 | 1 | 004:500 | −1    | 02     |
| 4.  | Bolivien    | 3   | 0 | 1 | 2 | 001:400 | −3    | 01     |

## Deutschland – Bolivien 1:0 (0:0)
| Deutschland                                           | Deutschland | Bolivien | Bolivien |
| ----------------------------------------------------- | --- | --- | -------- |
| Deutschland                                           | \| 1. Spieltag (Eröffnungsspiel) \| \| 17. Juni 1994 um 14:00 Uhr in Chicago (Soldier Field) \| \| Zuschauer: 63.117 \| \| Schiedsrichter: Arturo Brizio Carter ( Mexiko) \| \| Spielbericht \|                                                          | \| 1. Spieltag (Eröffnungsspiel) \| \| 17. Juni 1994 um 14:00 Uhr in Chicago (Soldier Field) \| \| Zuschauer: 63.117 \| \| Schiedsrichter: Arturo Brizio Carter ( Mexiko) \| \| Spielbericht \|                                                                              | Bolivien |
| Deutschland                                           | Bodo Illgner – Lothar Matthäus – Thomas Berthold, Jürgen Kohler, Andreas Brehme – Thomas Häßler (83. Thomas Strunz), Matthias Sammer, Andreas Möller, Stefan Effenberg – Jürgen Klinsmann, Karl-Heinz Riedle (60. Mario Basler) Cheftrainer: Berti Vogts | Carlos Trucco – Gustavo Quinteros – Miguel Rimba, Marco Sandy, Vladimir Soria – Carlos Fernando Borja , José Milton Melgar, William Ramallo (79. Marco Etcheverry), Erwin Sánchez – Luis Cristaldo, Julio César Baldivieso (66. Jaime Moreno) Cheftrainer: Xabier Azkargorta | Bolivien |
| Deutschland                                           | 1:0 Klinsmann (61.) | | Bolivien |
| Deutschland                                           | Kohler, Möller | Soria, Baldivieso, Borja, Quinteros | Bolivien |
| Deutschland                                           | Etcheverry (82., Nachtreten) | | Bolivien |
| 1. Spieltag (Eröffnungsspiel)                         | | |          |
| 17. Juni 1994 um 14:00 Uhr in Chicago (Soldier Field) | | |          |
| Zuschauer: 63.117                                     | | |          |
| Schiedsrichter: Arturo Brizio Carter ( Mexiko)        | | |          |
| Spielbericht                                          | | |          |

## Spanien – Südkorea 2:2 (0:0)
| Spanien                                            | Spanien | Südkorea | Südkorea |
| -------------------------------------------------- | --- | --- | -------- |
| Spanien                                            | \| 1. Spieltag \| \| 17. Juni 1994 um 18:30 Uhr in Dallas (Cotton Bowl) \| \| Zuschauer: 56.247 \| \| Schiedsrichter: Peter Mikkelsen ( Dänemark) \| \| Spielbericht \|                                                                                       | \| 1. Spieltag \| \| 17. Juni 1994 um 18:30 Uhr in Dallas (Cotton Bowl) \| \| Zuschauer: 56.247 \| \| Schiedsrichter: Peter Mikkelsen ( Dänemark) \| \| Spielbericht \|                                                     | Südkorea |
| Spanien                                            | Santiago Cañizares – Albert Ferrer, Abelardo, Miguel Ángel Nadal , Rafael Alkorta, Sergi – Jon Andoni Goikoetxea, Fernando Hierro, Luis Enrique – Julen Guerrero (46. José Luis Caminero) – Julio Salinas (64. Felipe Miñambres) Cheftrainer: Javier Clemente | Choi In-young – Hong Myung-bo – Kim Pan-keun, Park Jung-bae, Shin Hong-gi – Noh Jung-yoon (74. Ha Seok-ju), Choi Young-il, Lee Young-jin, Kim Joo-sung (59. Seo Jung-won), Ko Jeong-un – Hwang Sun-hong Cheftrainer: Kim Ho | Südkorea |
| Spanien                                            | 1:0 Salinas (51.) 2:0 Goikoetxea (55.) | 2:1 Hong (85.) 2:2 Seo (90.) | Südkorea |
| Spanien                                            | Luis Enrique, Caminero | Kim Joo-sung, Choi Young-il | Südkorea |
| Spanien                                            | Nadal (25., Notbremse) | | Südkorea |
| 1. Spieltag                                        | | |          |
| 17. Juni 1994 um 18:30 Uhr in Dallas (Cotton Bowl) | | |          |
| Zuschauer: 56.247                                  | | |          |
| Schiedsrichter: Peter Mikkelsen ( Dänemark)        | | |          |
| Spielbericht                                       | | |          |

## Deutschland – Spanien 1:1 (0:1)
| Deutschland                                           | Deutschland | Spanien | Spanien |
| ----------------------------------------------------- | --- | --- | ------- |
| Deutschland                                           | \| 2. Spieltag \| \| 21. Juni 1994 um 15:00 Uhr in Chicago (Soldier Field) \| \| Zuschauer: 63.113 \| \| Schiedsrichter: Ernesto Filippi ( Uruguay) \| \| Spielbericht \|                                                        | \| 2. Spieltag \| \| 21. Juni 1994 um 15:00 Uhr in Chicago (Soldier Field) \| \| Zuschauer: 63.113 \| \| Schiedsrichter: Ernesto Filippi ( Uruguay) \| \| Spielbericht \|                                                                                       | Spanien |
| Deutschland                                           | Bodo Illgner – Lothar Matthäus – Thomas Berthold, Jürgen Kohler, Andreas Brehme – Thomas Häßler, Thomas Strunz, Matthias Sammer, Stefan Effenberg – Andreas Möller (61. Rudi Völler) – Jürgen Klinsmann Cheftrainer: Berti Vogts | Andoni Zubizarreta – Albert Ferrer, Abelardo, Fernando Hierro, Rafael Alkorta, Sergi – Jon Andoni Goikoetxea (65. José Mari Bakero), Pep Guardiola (77. Francisco José Camarasa), José Luis Caminero, Luis Enrique – Julio Salinas Cheftrainer: Javier Clemente | Spanien |
| Deutschland                                           | 1:1 Klinsmann (48.) | 0:1 Goikoetxea (14.) | Spanien |
| Deutschland                                           | Effenberg | Salinas, Abelardo, Hierro | Spanien |
| 2. Spieltag                                           | | |         |
| 21. Juni 1994 um 15:00 Uhr in Chicago (Soldier Field) | | |         |
| Zuschauer: 63.113                                     | | |         |
| Schiedsrichter: Ernesto Filippi ( Uruguay)            | | |         |
| Spielbericht                                          | | |         |

## Südkorea – Bolivien 0:0
| Südkorea                                                   | Südkorea | Bolivien | Bolivien |
| ---------------------------------------------------------- | --- | --- | -------- |
| Südkorea                                                   | \| 2. Spieltag \| \| 23. Juni 1994 um 19:30 Uhr in Foxborough (Foxboro Stadium) \| \| Zuschauer: 54.453 \| \| Schiedsrichter: Leslie Mottram ( Schottland) \| \| Spielbericht \|                            | \| 2. Spieltag \| \| 23. Juni 1994 um 19:30 Uhr in Foxborough (Foxboro Stadium) \| \| Zuschauer: 54.453 \| \| Schiedsrichter: Leslie Mottram ( Schottland) \| \| Spielbericht \|                                                                     | Bolivien |
| Südkorea                                                   | Choi In-young – Hong Myung-bo – Kim Pan-keun, Park Jung-bae, Shin Hong-gi – Noh Jung-yoon (70. Choi Young-il), Lee Young-jin, Ko Jeong-un – Kim Joo-sung, Seo Jung-won (64. Ha Seok-ju) Cheftrainer: Kim Ho | Carlos Trucco – Gustavo Quinteros – Miguel Rimba, Marco Sandy, Vladimir Soria – Carlos Fernando Borja , José Milton Melgar, William Ramallo (66. Álvaro Peña), Erwin Sánchez – Luis Cristaldo, Julio César Baldivieso Cheftrainer: Xabier Azkargorta | Bolivien |
| Südkorea                                                   | Ko Jeong-un, Shin Hong-gi, Park Jung-bae | Rimba, Baldivieso (2.) | Bolivien |
| Südkorea                                                   | Cristaldo (82., wiederholtes Foulspiel) | | Bolivien |
| 2. Spieltag                                                | | |          |
| 23. Juni 1994 um 19:30 Uhr in Foxborough (Foxboro Stadium) | | |          |
| Zuschauer: 54.453                                          | | |          |
| Schiedsrichter: Leslie Mottram ( Schottland)               | | |          |
| Spielbericht                                               | | |          |

## Bolivien – Spanien 1:3 (0:1)
| Bolivien                                              | Bolivien | Spanien | Spanien |
| ----------------------------------------------------- | --- | --- | ------- |
| Bolivien                                              | \| 3. Spieltag \| \| 27. Juni 1994 um 15:00 Uhr in Chicago (Soldier Field) \| \| Zuschauer: 63.089 \| \| Schiedsrichter: Rodrigo Badilla ( Costa Rica) \| \| Spielbericht \|                                                                                       | \| 3. Spieltag \| \| 27. Juni 1994 um 15:00 Uhr in Chicago (Soldier Field) \| \| Zuschauer: 63.089 \| \| Schiedsrichter: Rodrigo Badilla ( Costa Rica) \| \| Spielbericht \|                                                                     | Spanien |
| Bolivien                                              | Carlos Trucco – Juan Manuel Peña – Miguel Rimba, Marco Sandy, Modesto Soruco – Carlos Fernando Borja , José Milton Melgar, Maurício Ramos (46. Jaime Moreno), Vladimir Soria (62. Ramiro Castillo) – Erwin Sánchez, William Ramallo Cheftrainer: Xabier Azkargorta | Andoni Zubizarreta – Albert Ferrer, Voro, Abelardo, Sergi – Jon Andoni Goikoetxea, Pep Guardiola (68. José Mari Bakero), Julen Guerrero, José Luis Caminero – Felipe Miñambres (46. Fernando Hierro), Julio Salinas Cheftrainer: Javier Clemente | Spanien |
| Bolivien                                              | 1:2 Sánchez (67.) | 0:1 Guardiola (19., Foulelfmeter) 0:2 Caminero (66.) 1:3 Caminero (70.) | Spanien |
| Bolivien                                              | Ferrer, Caminero (2.) | | Spanien |
| 3. Spieltag                                           | | |         |
| 27. Juni 1994 um 15:00 Uhr in Chicago (Soldier Field) | | |         |
| Zuschauer: 63.089                                     | | |         |
| Schiedsrichter: Rodrigo Badilla ( Costa Rica)         | | |         |
| Spielbericht                                          | | |         |

## Deutschland – Südkorea 3:2 (3:0)
| Deutschland                                        | Deutschland | Südkorea | Südkorea |
| -------------------------------------------------- | --- | --- | -------- |
| Deutschland                                        | \| 3. Spieltag \| \| 27. Juni 1994 um 15:00 Uhr in Dallas (Cotton Bowl) \| \| Zuschauer: 63.998 \| \| Schiedsrichter: Joël Quiniou ( Frankreich) \| \| Spielbericht \|                                                                                     | \| 3. Spieltag \| \| 27. Juni 1994 um 15:00 Uhr in Dallas (Cotton Bowl) \| \| Zuschauer: 63.998 \| \| Schiedsrichter: Joël Quiniou ( Frankreich) \| \| Spielbericht \|                                                                          | Südkorea |
| Deutschland                                        | Bodo Illgner – Lothar Matthäus (64. Andreas Möller) – Thomas Berthold, Jürgen Kohler, Guido Buchwald, Andreas Brehme – Thomas Häßler, Matthias Sammer, Stefan Effenberg (75. Thomas Helmer) – Jürgen Klinsmann, Karl-Heinz Riedle Cheftrainer: Berti Vogts | Choi In-young (46. Lee Woon-jae) – Hong Myung-bo – Kim Pan-keun, Choi Young-il, Park Jung-bae – Kim Joo-sung, Cho Jin-ho (46. Seo Jung-won), Lee Young-jin (39. Chung Jong-son), Ko Jeong-un, Shin Hong-gi – Hwang Sun-hong Cheftrainer: Kim Ho | Südkorea |
| Deutschland                                        | 1:0 Klinsmann (12.) 2:0 Riedle (20.) 3:0 Klinsmann (37.) | 3:1 Hwang (52.) 3:2 Hong (63.) | Südkorea |
| Deutschland                                        | Brehme, Klinsmann, Effenberg (2.) | Choi Young-il (2.) | Südkorea |
| 3. Spieltag                                        | | |          |
| 27. Juni 1994 um 15:00 Uhr in Dallas (Cotton Bowl) | | |          |
| Zuschauer: 63.998                                  | | |          |
| Schiedsrichter: Joël Quiniou ( Frankreich)         | | |          |
| Spielbericht                                       | | |          |